# Buenos Aires and Rosario Railway
Buenos Aires and Rosario Railway – argentyńska drużyna piłkarska utworzona z połączenia klubów Buenos Aires Railway (z siedzibą w Buenos Aires) i Rosario Railway (z siedzibą w Rosario). Zespół ten zagrał w dwóch pierwszych edycjach mistrzostw Argentyny – w 1891 (3. miejsce) i 1893 roku (5. miejsce – ostatnie).